# Cryphia microphysa
Cryphia microphysa är en fjärilsart som beskrevs av Charles Boursin 1952. Cryphia microphysa ingår i släktet Cryphia och familjen nattflyn. Inga underarter finns listade i Catalogue of Life.